# Bernard Greenhouse
Bernard Greenhouse (*3 de enero de 1916, Newark, Nueva Jersey-†13 de mayo de 2011, Wellflett, Cape Cod) fue un violonchelista estadounidense y uno de los fundadores del famoso trío de cuerdas Beaux Arts Trio.
Nació en Nueva Jersey  estudiando con  Felix Salmond en Juilliard School a los 18 años luego con Emanuel Feuermann, Diran Alexanian, y finalmente con Pablo Casals, entre 1946-1948.
Después de una carrera como solista formó el célebre Beaux Arts Trio  junto a Menahem Pressler y Daniel Guilet en 1955. En 1958, Greenhouse adquirió el "Paganini Stradivarius" y hasta 1987 formó parte del trío cuando fue reemplazado por Peter Wiley.
Retirado de la enseñanza formal, prosiguió ofreciendo clases magistrales en todo el mundo hasta su muerte
Greenhouse pasó su último periodo en Cape Cod donde vivía y navegaba en su barco de vela. 
Casado con Aurora de la Luz Fernández y Menendez (fallecida en 2006) tuvo dos hijas. Falleció de insuficiencia cardíaca a los 95 años.